# Acutisoma monticola
Acutisoma monticola is een hooiwagen uit de familie Gonyleptidae. De wetenschappelijke naam van Acutisoma monticola gaat terug op Mello-Leitão.